# Yingshiling Shuiku
Yingshiling Shuiku (kinesiska: 硬石岭水库) är en reservoar i Kina. Den ligger i provinsen Jiangxi, i den sydöstra delen av landet, omkring 120 kilometer öster om provinshuvudstaden Nanchang. Yingshiling Shuiku ligger 48 meter över havet. Arean är 7,0 kvadratkilometer. Trakten runt Yingshiling Shuiku består till största delen av jordbruksmark. Den sträcker sig 3,8 kilometer i nord-sydlig riktning, och 4,6 kilometer i öst-västlig riktning.
Genomsnittlig årsnederbörd är 2 741 millimeter. Den regnigaste månaden är juni, med i genomsnitt 480 mm nederbörd, och den torraste är oktober, med 37 mm nederbörd.